# Передкавказзя

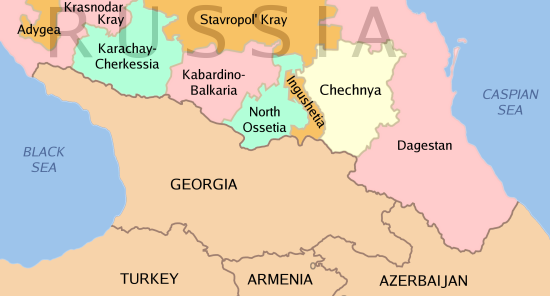
Передкавказзя у складі РФ

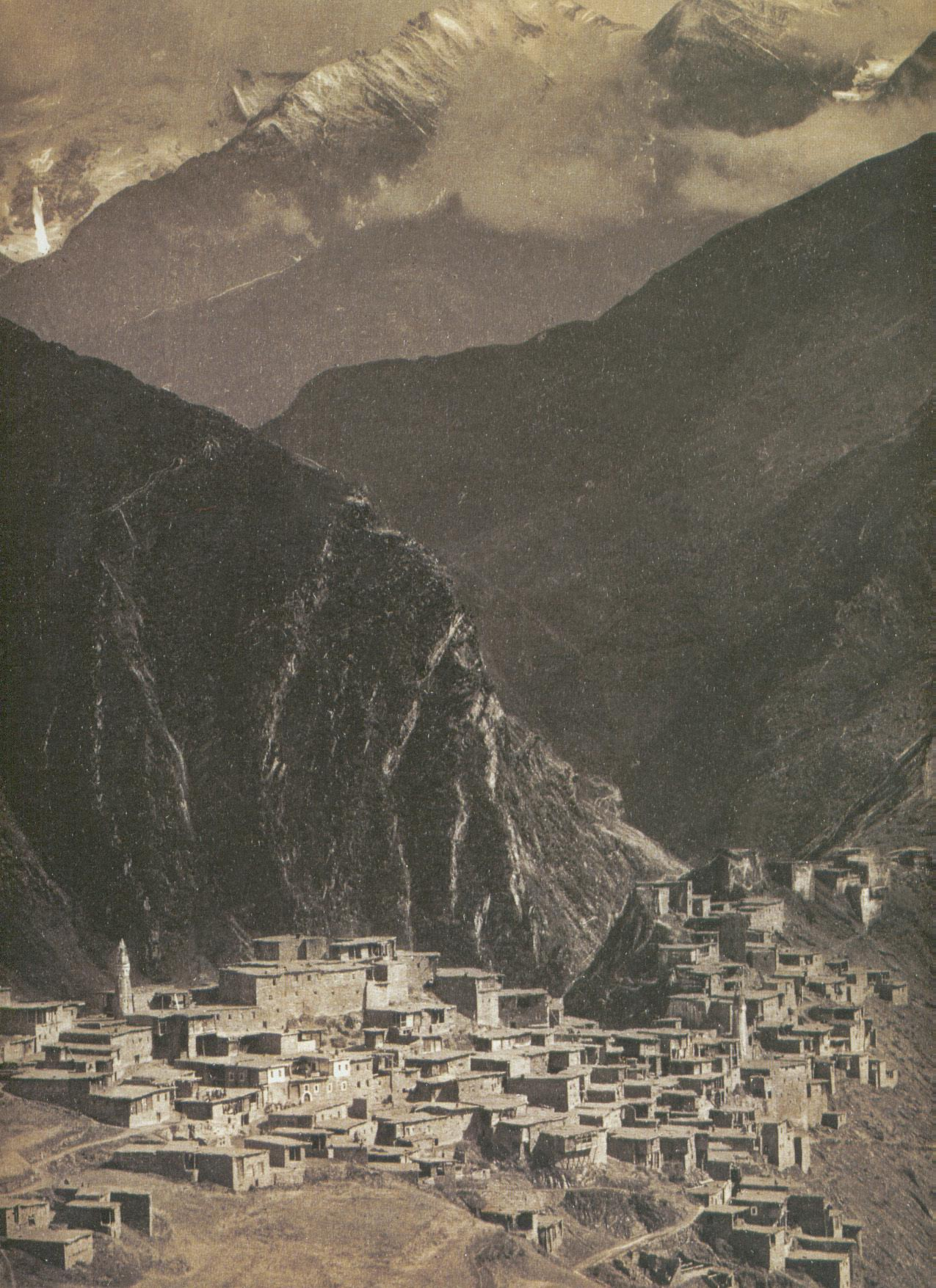
Село Тінді, Дагестан, кінець 1890-х

Передкавказзя — територія на північ від Великого Кавказу, обмежена з півночі Кумо-Маницькою западиною, Сальсько-Маницьким пасмом та височиною Єргені, із заходу Азовським морем і Керченською протокою, зі сходу Каспійським морем.
- Довжина понад 900 км,
- Ширина до 300 км

## Геологічна будова
Значна територія Передкавказзя на півночі і у серединній частині має платформову структуру з герцинським складчастим фундаментом. Ця територія належить до епігерцинської Скіфської платформі. Вік складчастого фундаменту Західного і Середнього Передкавказзя ранньогерцинський, а вік геосінклінарного фундаменту північної частини Східного Передкавказзя — піздньогерцинський
У пониззі Кубані і Терека розташовані відповідно Індоло-Кубанська і Терсько-Кумська западини, що відносяться до крайового прогину Альпійської геосинклінальної області — альпійського передгірського прогину, ускладненого в середній частині платформною структурою з герцинським складчастим фундаментом.
Поверхня Передкавказзя складена антропогенними, неогеновими та палеогеновими осадовими відкладеннями. На Ставропольській височині товщі палеогену і неогену утворюють складчасті структури платформного типу. Складки Терського та Сунженського хребтів складаються з порід неогену і ускладнюють південне крило крайового прогину. У районі Кавмінвод знаходяться вулканічні масиви типу лаколітів.

### Фізико-географічне районування
Орографічно Передкавказзя має поділ на:
- Західне Передкавказзя
  - Кубансько-Приазовська низовина (на північ від Кубані)
  - Прикубанська похила рівнина[ru] (на південь від нижньої Кубані)
  - дельта Кубані та Таманський півострів (Приазовська дельтова низовина), що примикає до неї
- Середнє Передкавказзя
  - Ставропольська височина (до 831 м)
  - Терсько-Сунженська височина (Терсько-Сунженське межиріччя) з антиклінальними Сунженським (до 926 м) та Терським (593 м) хребтами (і розділеними між ними (хребтами) синклінальною Алханчуртською долиною)
  - між ними (між височинами), на півдні — здіймаються серед рівнини куполовиді гори-лаколіти Мінераловодської групи:
    - Машук[ru] — 992 м
    - Бештау — 1402 м
    - Залізна[ru] — 852 м
    - Развалка[ru] — 926 м
    - Змійка[ru] — 994 м
- Східне Передкавказзя
  - Терсько-Кумська низовина
  - Ногайський степ
  - Прикаспійська низовина (Чорні землі)